# Intelecto general
El intelecto general (en inglés: general intellect) es un término acuñado por Karl Marx para la combinación de experiencia tecnológica e intelecto social, o conocimiento social general (importancia creciente de la maquinaria en organización social) como fuerza productiva. Según Marx, el desarrollo del intelecto general en una sociedad capitalista se manifiesta tanto en la producción de bienes industriales como capital fijo y en el control sobre el proceso de la vida social. El pasaje sobre el intelecto general en la sección "Fragmento sobre las máquinas" de los Grundrisse dice que, si bien el desarrollo de la maquinaria condujo a la opresión de los trabajadores bajo el capitalismo, también ofrece una perspectiva de liberación futura. Este término se encuentra presente en la discusión actual sobre la sociedad industrial postfordista basada en el post-operaísmo.

"En la medida, sin embargo, en que la gran industria se desarrolla, la creación de la riqueza real se vuelve menos dependiente del tiempo trabajado y del cuanto de trabajo empleado que del poder de los agentes puestos en movimiento durante el tiempo de trabajo, y cuya powerful effectiveness por su parte no guarda relación alguna con el tiempo de trabajo inmediato que cuesta su producción, sino que depende más bien del estado general de la ciencia y del progreso de la tecnología [...] Tan pronto como el trabajo en forma directa ha cesado de ser la gran fuente de la riqueza, el tiempo de trabajo deja, y tiene que dejar, de ser su medida y por tanto el valor de cambio [de ser la medida] del valor de uso".

## Descripción general
La naturaleza no construye máquinas, ni locomotoras, ferrocarriles, telégrafos eléctricos, mulas automáticas, etc. Estos son productos de la industria humana; materia natural transformada en órganos de la voluntad humana sobre la naturaleza, o de la participación humana en la naturaleza. Son órganos del cerebro humano, creados por la mano humana; el poder del conocimiento, objetivado. El desarrollo del capital fijo indica en qué medida el conocimiento social general se ha convertido en una fuerzas productivas directa, y en qué medida, por tanto, las condiciones del proceso de la vida social misma ha quedado bajo el control del intelecto general y se ha transformado de acuerdo con él; en qué medida se han producido las potencias de producción social, no sólo en forma de conocimiento, sino también como órganos inmediatos de la práctica social, del proceso de la vida real.
Karl Marx (1858) Grundrisse.

Según Marx, el desarrollo del intelecto general se manifiesta en una sociedad capitalista, en el control del proceso de vida social. En otras palabras, con la idea de intelecto general, Marx designa un cambio radical de la subsunción del trabajo al capital e indica una tercera etapa de la división del trabajo. El concepto tiene varias interpretaciones. Por ejemplo, Paolo Virno sostuvo que el "intelecto general" no sólo prospera en el comunismo, como pensaba originalmente Marx, sino que también caracterizaba otros sistemas económicos como el capitalismo tardío. Aquí se sugiere que Marx subestimó el grado en que el intelecto general se desarrollaría dentro del capitalismo, particularmente en el período moderno donde se dice que el concepto se hizo realidad pero sin repercusiones revolucionarias o incluso conflictivas.

## Etimología
Según Matteo Pasquinelli, Marx tomó la expresión "intelecto general" del libro de William Thompson Una investigación sobre los principios de la distribución de la riqueza (1824), que es probablemente el primer libro jamás escrito sobre el trabajo mental. Según Pasquinelli el concepto desaparece en la transición entre los Grundrisse y El Capital al ser sustituido por la noción de trabajador colectivo o Gesamtarbeiter.